# Asbeck (Gevelsberg)
Asbeck ist ein ländlicher Stadtteil von Gevelsberg im Ennepe-Ruhr-Kreis, Nordrhein-Westfalen (Deutschland). Bis 1969 war der südwestlich von Silschede liegende Ort eine eigenständige Gemeinde im Amt Volmarstein.

## Geographie
Der Stadtteil entspricht der Gemarkung 1343 Asbeck, die eine Fläche von rund 3,42 km² umfasst. Asbeck liegt im Nordwesten der Stadt Gevelsberg und ist umgeben – von Norden ausgehend im Uhrzeigersinn – von den Gevelsberger Gemarkungen Silschede, Berge und Gevelsberg sowie von den Sprockhöveler Gemarkungen Haßlinghausen und Hiddinghausen.
Der höchste Punkt Asbecks befindet sich mit 246 m Höhe im Norden im Bereich Am Deert/Schwelmer Straße. Der Krabbenheider Bach im Osten bildet mit etwa 162 m Höhe den tiefsten Punkt des Stadtteils.
Naturräumlich gehört Asbeck fast vollständig zur Einheit des Haßlinghauser Rückens; geringe Teile im Süden befinden sich im Übergangsbereich zum Unteren Ennepetal.
An der Grenze zu Haßlinghausen liegt das Naturschutzgebiet Südholz in der Gemarkung Asbeck. Des Weiteren gehören Teile des Naturschutzgebiets Krabbenheider Bach zu Asbeck.

## Geschichte
Um 1220 wird Asbeck urkundlich erstmals in der Vogteirolle des Stifts Essen erwähnt. 1229 wurde der Ort in Aseke genannt. Zwischen 1292 und 1325 erscheint urkundlich der adelige Theoderico de Asbecke. Von 1351 bis 1462 wurden Asbecker Höfe im Volmarsteiner Lehnsverzeichnis geführt.
Asbeck gehörte im Spätmittelalter und der Frühen Neuzeit in eigener Bauerschaft (Asbecker Burschopp) im Amt Wetter und Gericht Volmarstein zur Grafschaft Mark. Laut dem Schatzbuch der Grafschaft Mark von 1486 hatten die 9 Steuerpflichtigen in der Bauerschaft zwischen 1 Goldgulden und 10 Goldgulden an Abgabe zu leisten. Größter Steuerzahler war Berndt to Kottynck ind syn vaeder mit 10 Goldgulden. Im Jahr 1705 waren in der vergrößerten Bauerschaft (In der Asbecker Baurschafft) 22 Steuerpflichtige mit Abgaben an die Rentei Wetter im Kataster verzeichnet.
Die Deutung des Ortsnamens kann mit Eschen bestandener Bach umschrieben werden.

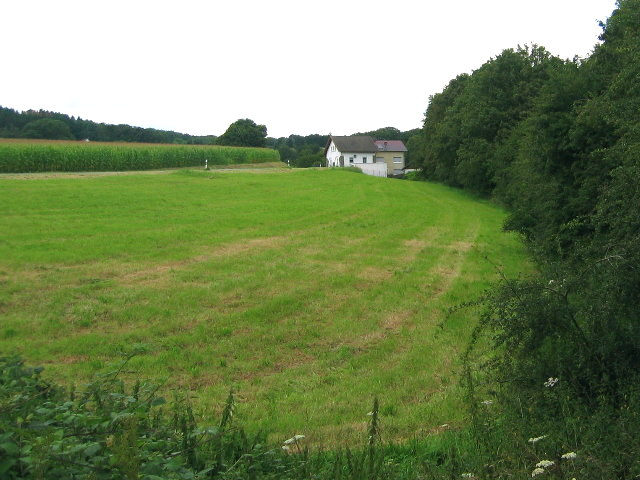
Alte Bahngebäude der Bahnstrecke Witten–Schwelm in Asbeck

Seit dem 19. Jahrhundert bildete Asbeck eine Landgemeinde im Amt Volmarstein des Landkreises Hagen im westfälischen Regierungsbezirk Arnsberg. 1885 gab es in der Landgemeinde Asbeck auf 346 ha Fläche, davon 93 ha Ackerland, 38 ha Wiesen, 139 ha Holzungen, 27 Wohnplätze, 67 Wohnhäuser mit 90 Haushaltungen und 414 Einwohner. 1910 hatte Asbeck 550 Einwohner.
1934 wurde die Bahnstrecke Witten–Schwelm („Elbschetalbahn“) eröffnet, deren Geländeeinschnitt Asbeck bis heute in Nord-Süd-Richtung durchzieht. Der Haltepunkt Asbeck wurde bis 1979 genutzt; Anfang der 1980er Jahre wurde die Bahnstrecke stillgelegt. Zum Streckenabschnitt auf Asbecker Gebiet gehört der 350 m lange Klosterholz-Tunnel ganz im Süden der Gemarkung. Er wurde im Zweiten Weltkrieg von der Münsteraner Flugzeugfabrik Ludwig Hansen & Co. als U-Verlagerung „Goldammer“ – unter Einsatz von Zwangsarbeitern – vor allem zur Reparatur von Jagdflugzeugen des Typs Messerschmitt Bf 109 genutzt. Das ehemalige Asbecker „Bahnhofsgebäude“ dient heute als Wohnhaus.
Am 1. Januar 1970 wurde das Amt Volmarstein durch die kommunale Gebietsreform (Gesetz zur Neugliederung des Ennepe-Ruhr-Kreises) aufgelöst und die alte Bauerschaft Asbeck wurde in die Stadt Gevelsberg eingemeindet. Lediglich ein geringer Flächenanteil (fünf Flurstücke im Grenzbereich) wurde dabei nach Sprockhövel umgegliedert.

## Verkehr
Der Süden Asbecks wird von der Bundesautobahn 1 gequert; die nächste Anschlussstelle „Gevelsberg“ liegt östlich von Asbeck im Stadtteil Silschede.
Die Landesstraße 702 im Westen Asbecks verbindet Gevelsberg mit Rennebaum (Sprockhövel-Hiddinghausen). Innerhalb des Stadtteils ist sie die einzige Straße mit nennenswertem Verkehrsaufkommen.
Durch die VER-Buslinie 552, die Gevelsberg über Silschede mit Wetter-Loh (südliches Volmarstein) verbindet, ist Asbeck ans ÖPNV-Netz angeschlossen.

## Sehenswürdigkeiten
Im Stadtteil gibt es mehrere historische Gebäude. Die Baudenkmalliste von Gevelsberg verzeichnet 10 Denkmäler in Asbeck. Feld- und Waldwege im Stadtteil werden zur Naherholung genutzt; einige sind als Wanderwege gekennzeichnet.

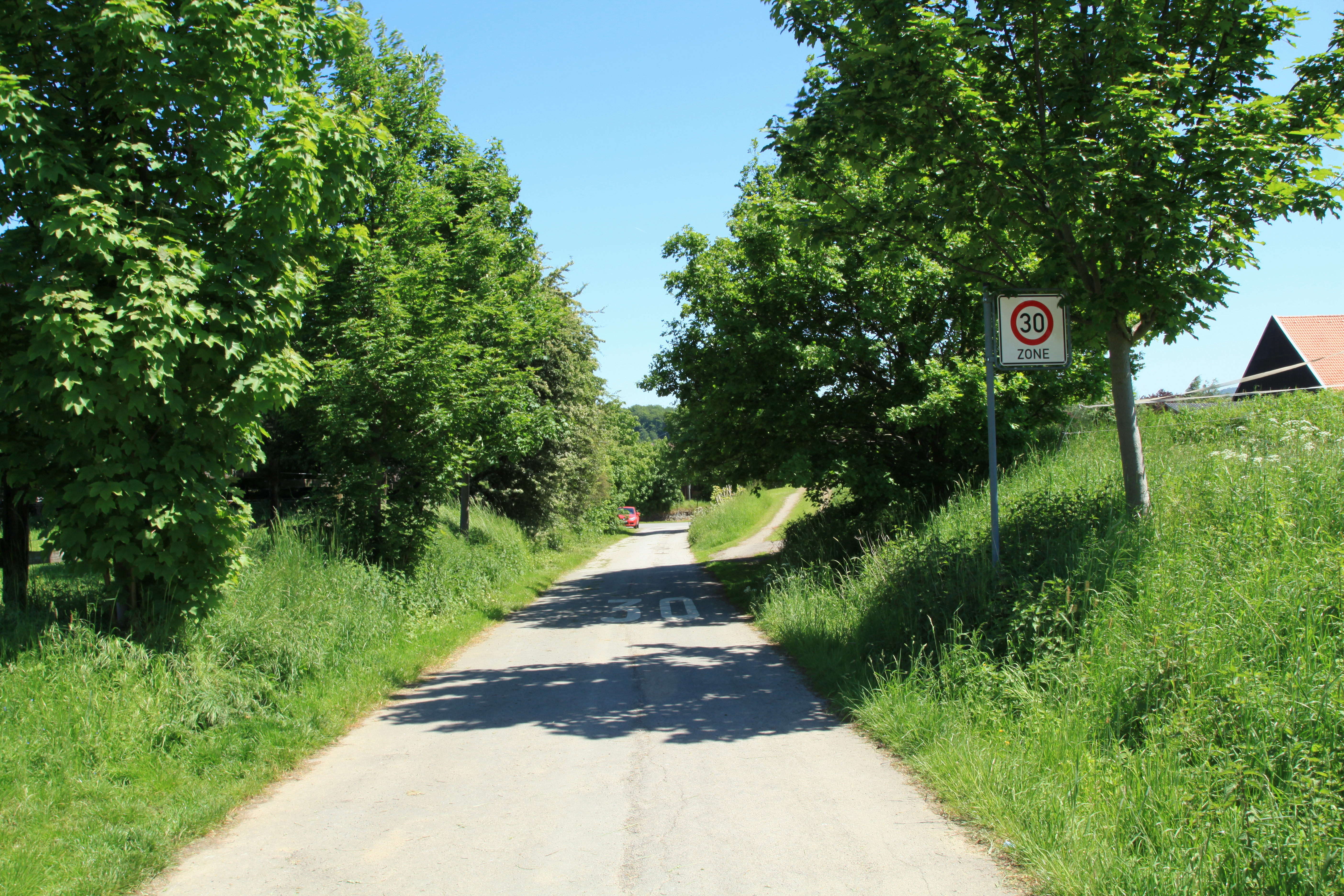
Straße Am Linnerhof
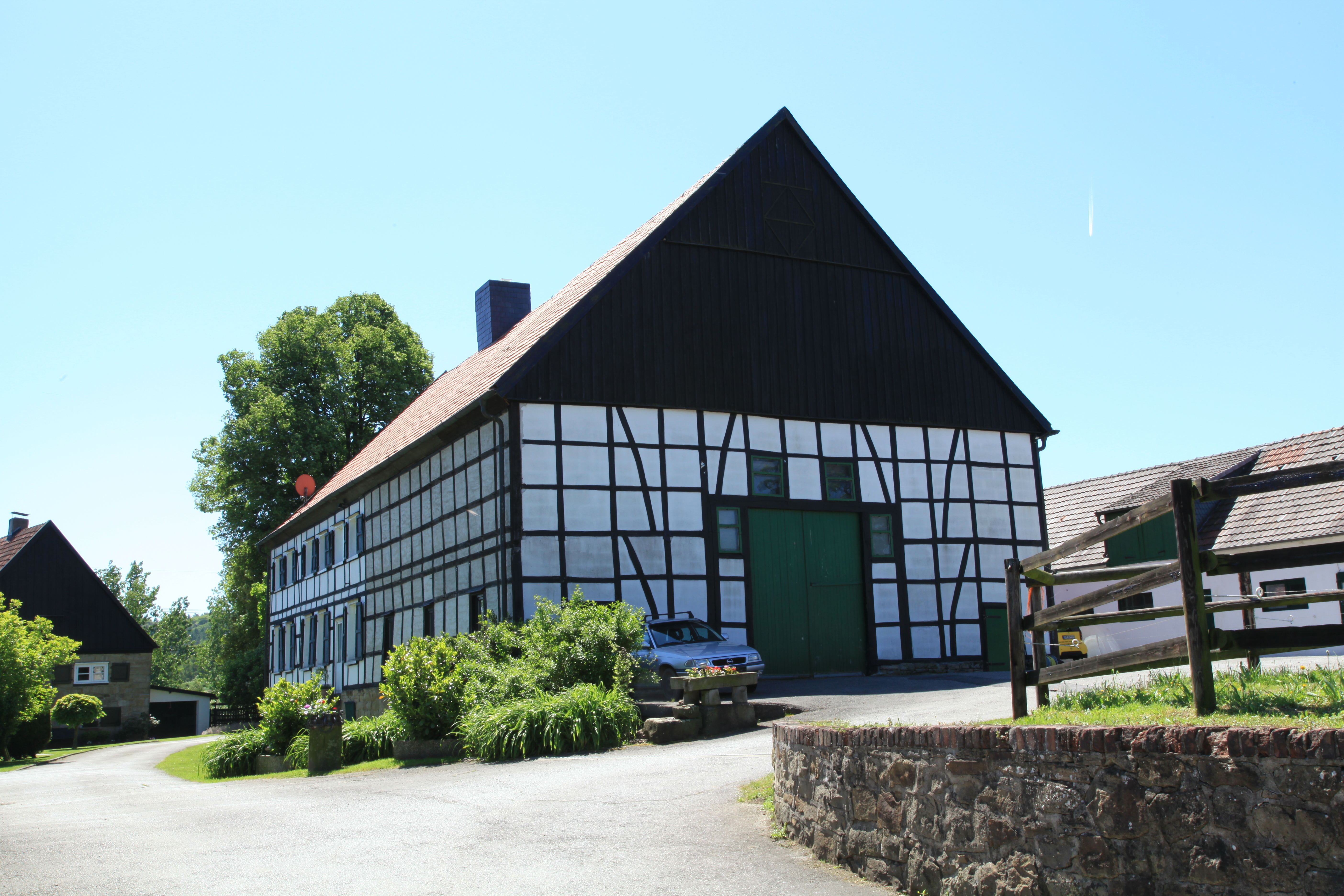
Denkmalgeschütztes Fachwerkgebäude am Linnerhof
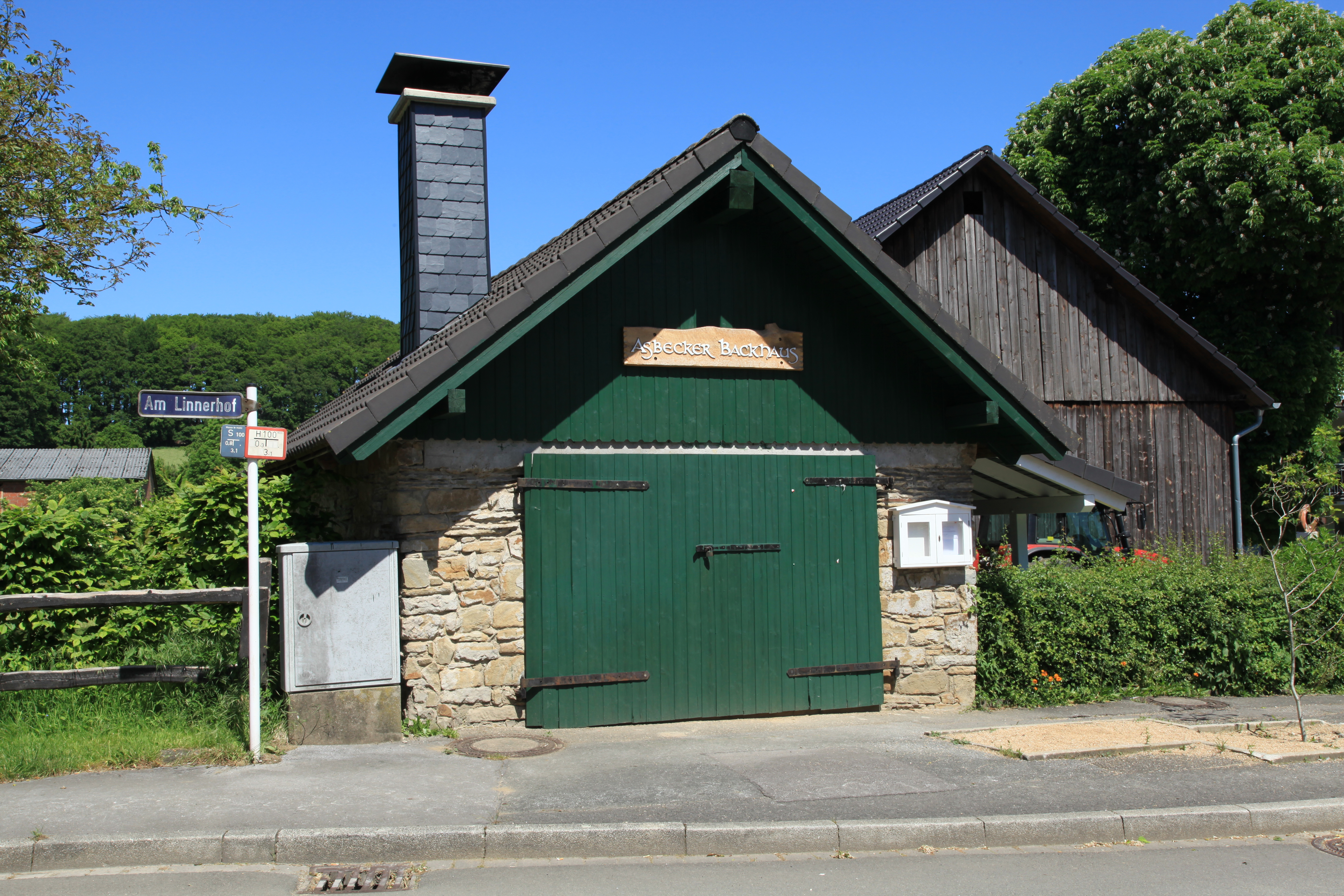
Asbecker Backhaus
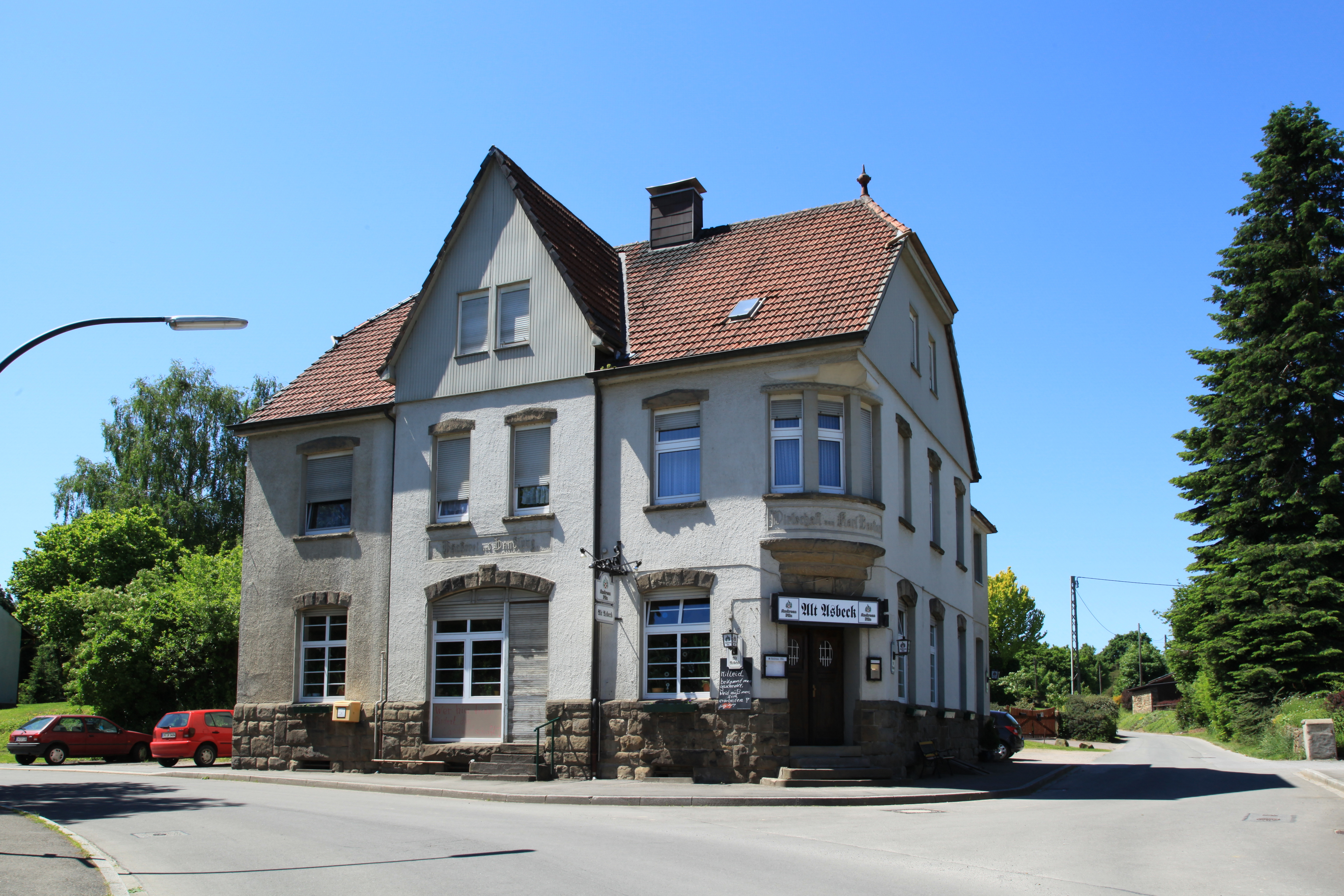
Gaststätte „Alt-Asbeck“ (ehemals „Asbecker Hof“)

## Persönlichkeiten

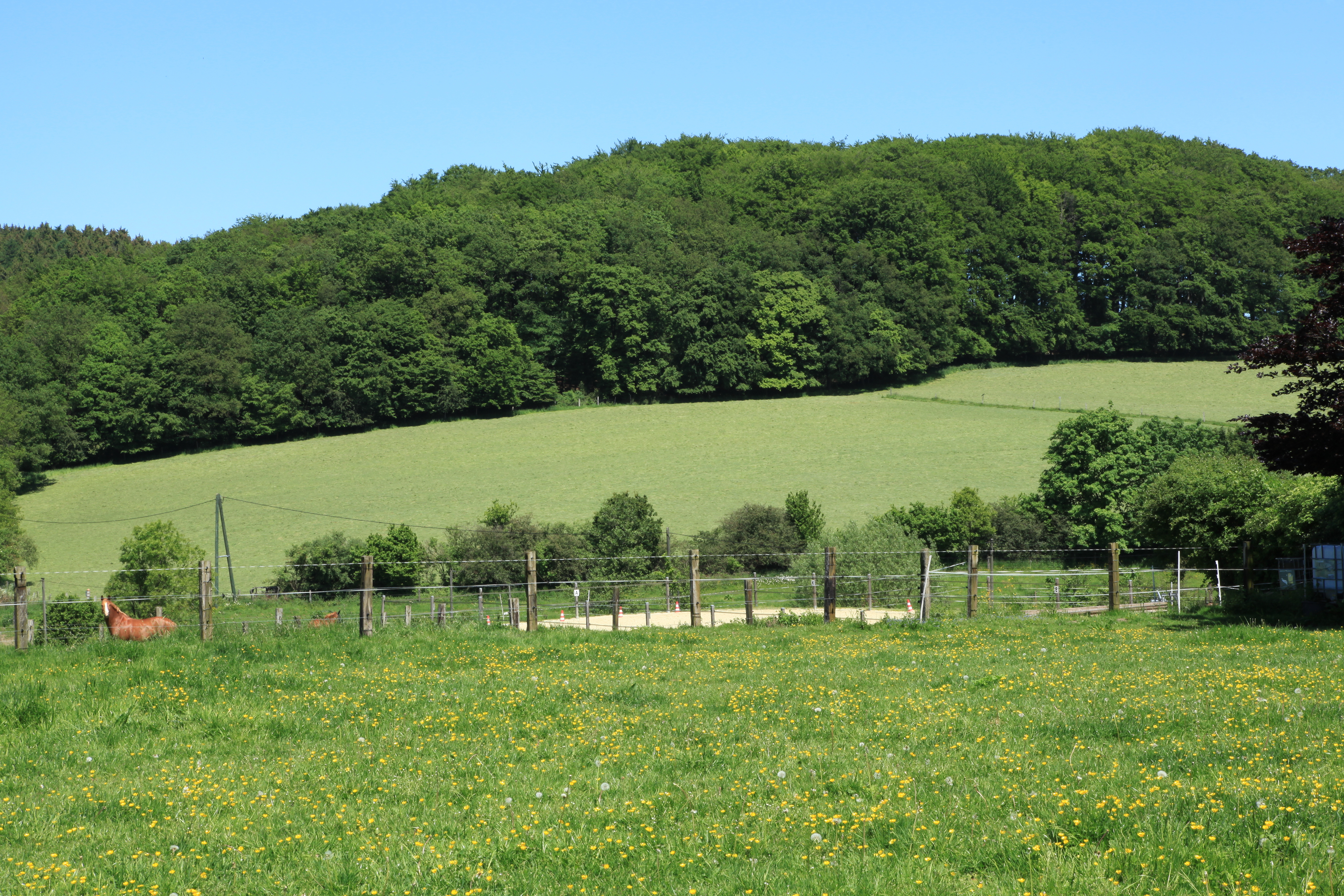
Landschaft in Asbeck

- Eduard Hoppe (1837–1890), deutsch-belgischer Graveur und Medailleur
- Karl Hiby (* 26. November 1882; † 26. Juli 1975), Landwirt und von 1954 bis 1961 Bürgermeister der Gemeinde Asbeck, am 12. Februar 1965 zum Ehrenbürger ernannt[12]